# تازه‌آباد جامه شوران
تازه‌آباد جامه شوران روستایی در دهستان پنجه علی شمالی بخش مرکزی شهرستان قروه استان کردستان ایران است.

## جمعیت
بر پایه سرشماری عمومی نفوس و مسکن در سال ۱۳۹۵ جمعیت این روستا ۳۰۷ نفر (۸۴خانوار) بوده‌است.